# 29 juillet aux Jeux olympiques d'été de 2020
Navigation
Juillet :
- 21
- 22
- 23
- 24
- 25
- 26
- 27
- 28
- 29
- 30
- 31

Août : 
- 1er
- 2
- 3
- 4
- 5
- 6
- 7
- 8

Le jeudi 29 juillet aux Jeux olympiques d'été de 2020 est le neuvième jour de compétition.

## Programme
| Heure UTC+09:00 (Japon)                       |               |
| bleu                                          | Cérémonie     |
| neutre                                        | Épreuve       |
| or                                            | Finale        |
| orange                                        | Petite finale |
| rose                                          | Reporté       |
| gris                                          | Annulé        |
| Compétition masculine                         | Hommes        |
| Compétition féminine                          | Femmes        |
| Compétition mixte (hommes et femmes mélangés) | Mixte         |
| Compétition en couple (1 homme et 1 femme)    | Couple        |
| modifier                                      |               |

| Horaire | Discipline Spécialité | Discipline Spécialité                              | Discipline Spécialité                         | Phase                                   | Résultats                                        | Références |
| ------- | --------------------- | -------------------------------------------------- | --------------------------------------------- | --------------------------------------- | ------------------------------------------------ | ---------- |
| 7 h 30  |                       | Golf Compétition masculine (Tour 1)                | Compétition hommes                            | Tour de compétition                     | -                                                | -          |
| 9 h 0   |                       | Badminton Double                                   | Compétition mixte (hommes et femmes ensemble) | 1/2 finale                              | -                                                | -          |
| 9 h 0   |                       | Badminton Double                                   | Compétition hommes                            | 1/4 de finale                           | -                                                | -          |
| 9 h 0   |                       | Badminton Simple                                   | Compétition femmes                            | 8e de finale                            | -                                                | -          |
| 9 h 0   |                       | Beach-volley Tournoi masculin                      | Compétition hommes                            | Phase de groupes                        | -                                                | -          |
| 9 h 0   |                       | Beach-volley Tournoi féminin                       | Compétition femmes                            | Phase de groupes                        | -                                                | -          |
| 9 h 0   |                       | Handball Tournoi féminin                           | Compétition femmes                            | Tour préliminaire Groupe A              | Pays-Bas 37 - 28 Angola                          |            |
| 9 h 0   |                       | Rugby à sept Tournoi féminin                       | Compétition femmes                            | Tour préliminaire Groupe B              | France 12 - 5 Fidji                              |            |
| 9 h 0   |                       | Volley-ball Tournoi féminin                        | Compétition femmes                            | Tour préliminaire Groupe B              | Italie 3 - 0 Argentine                           |            |
| 9 h 30  |                       | Hockey sur gazon Tournoi masculin                  | Compétition hommes                            | Tour préliminaire Groupe A              | Inde 3 - 1 Argentine                             |            |
| 9 h 30  |                       | Rugby à sept Tournoi féminin                       | Compétition femmes                            | Tour préliminaire Groupe B              | Canada 33 - 0 Brésil                             |            |
| 9 h 30  |                       | Tir à l'arc Individuel                             | Compétition hommes                            | 32e de finale                           | -                                                | -          |
| 9 h 30  |                       | Tir à l'arc Individuel                             | Compétition hommes                            | 16e de finale                           | -                                                | -          |
| 9 h 30  |                       | Tir à l'arc Individuel                             | Compétition femmes                            | 32e de finale                           | -                                                | -          |
| 9 h 30  |                       | Tir à l'arc Individuel                             | Compétition femmes                            | 16e de finale                           | -                                                | -          |
| 10 h 0  |                       | Basket-ball Tournoi féminin                        | Compétition femmes                            | Tour préliminaire Groupe A              | Canada 74 - 53 Corée du Sud                      |            |
| 10 h 0  |                       | BMX Racing                                         | Compétition hommes                            | 1/4 de finale                           | -                                                | -          |
| 10 h 0  |                       | BMX Racing                                         | Compétition femmes                            | 1/4 de finale                           | -                                                | -          |
| 10 h 0  |                       | Hockey sur gazon Tournoi masculin                  | Compétition hommes                            | Tour préliminaire Groupe B              | Belgique 9 - 1 Canada                            |            |
| 10 h 0  |                       | Rugby à sept Tournoi féminin                       | Compétition femmes                            | Tour préliminaire Groupe C              | États-Unis 28 - 14 Chine                         |            |
| 10 h 0  |                       | Water-polo Tournoi masculin                        | Compétition hommes                            | Tour préliminaire Groupe A              | Hongrie 23 - 1 Afrique du Sud                    |            |
| 10 h 30 |                       | Rugby à sept Tournoi féminin                       | Compétition femmes                            | Tour préliminaire Groupe C              | Australie 48 - 0 Japon                           |            |
| 10 h 50 |                       | Escrime Fleuret par équipes                        | Compétition femmes                            | 8e de finale                            | -                                                | -          |
| 10 h 50 |                       | Escrime Fleuret par équipes                        | Compétition femmes                            | 1/4 de finale                           | -                                                | -          |
| 10 h 50 |                       | Escrime Fleuret par équipes                        | Compétition femmes                            | 1/2 finale de classement (5e-8e places) | -                                                | -          |
| 10 h 50 |                       | Escrime Fleuret par équipes                        | Compétition femmes                            | 1/2 finale                              | -                                                | -          |
| 10 h 50 |                       | Escrime Fleuret par équipes                        | Compétition femmes                            | Finale de classement (5e-8e places)     | -                                                | -          |
| 11 h 0  |                       | Boxe Poids moyens (moins de 75 kg)                 | Compétition hommes                            | 8e de finale                            | -                                                | -          |
| 11 h 0  |                       | Boxe Poids super-lourds (moins de 91 kg)           | Compétition hommes                            | 8e de finale                            | -                                                | -          |
| 11 h 0  |                       | Boxe Poids mouches (moins de 51 kg)                | Compétition femmes                            | 8e de finale                            | -                                                | -          |
| 11 h 0  |                       | Handball Tournoi féminin                           | Compétition femmes                            | Tour préliminaire Groupe B              | Espagne 27 - 23 Brésil                           |            |
| 11 h 0  |                       | Rugby à sept Tournoi féminin                       | Compétition femmes                            | Tour préliminaire Groupe A              | ROC 12 - 14 Grande-Bretagne                      |            |
| 11 h 0  |                       | Tennis Simple                                      | Compétition hommes                            | 1/4 de finale                           | -                                                | -          |
| 11 h 0  |                       | Tennis Simple                                      | Compétition femmes                            | 1/2 finale                              | -                                                | -          |
| 11 h 0  |                       | Tennis Double                                      | Compétition femmes                            | 1/2 finale                              | -                                                | -          |
| 11 h 0  |                       | Tennis Double                                      | Compétition mixte (hommes et femmes ensemble) | 1/4 de finale                           | -                                                | -          |
| 11 h 0  |                       | Tennis de table Simple dames                       | Compétition femmes                            | 1/2 finale                              | -                                                | -          |
| 11 h 5  |                       | Volley-ball Tournoi féminin                        | Compétition femmes                            | Tour préliminaire Groupe A              | Corée du Sud 3 - 2 République dominicaine        |            |
| 11 h 30 |                       | Rugby à sept Tournoi féminin                       | Compétition femmes                            | Tour préliminaire Groupe A              | Nouvelle-Zélande 29 - 7 Kenya                    |            |
| 11 h 30 |                       | Water-polo Tournoi masculin                        | Compétition hommes                            | Tour préliminaire Groupe B              | Espagne 16 - 4 Kazakhstan                        |            |
| 11 h 45 |                       | Hockey sur gazon Tournoi masculin                  | Compétition hommes                            | Tour préliminaire Groupe B              | Allemagne 3 - 4 Afrique du Sud                   |            |
| 12 h 0  |                       | Voile RS:X                                         | Compétition hommes                            | Manche 4                                | -                                                | -          |
| 12 h 0  |                       | Voile RS:X                                         | Compétition femmes                            | Manche 4                                | -                                                | -          |
| 12 h 0  |                       | Voile Finn                                         | Compétition hommes                            | Manche 3                                | -                                                | -          |
| 12 h 0  |                       | Voile 470                                          | Compétition hommes                            | Manche 2                                | -                                                | -          |
| 12 h 0  |                       | Voile 470                                          | Compétition femmes                            | Manche 2                                | -                                                | -          |
| 12 h 0  |                       | Voile 49er                                         | Compétition hommes                            | Manche 3                                | -                                                | -          |
| 12 h 0  |                       | Voile 49er                                         | Compétition femmes                            | Manche 3                                | -                                                | -          |
| 12 h 0  |                       | Voile Nacra 17                                     | Compétition mixte (hommes et femmes ensemble) | Manche 2                                | -                                                | -          |
| 12 h 15 |                       | Hockey sur gazon Tournoi masculin                  | Compétition hommes                            | Tour préliminaire Groupe B              | Pays-Bas 2 - 2 Grande-Bretagne                   |            |
| 13 h 40 |                       | Basket-ball Tournoi masculin                       | Compétition hommes                            | Tour préliminaire Groupe C              | Slovénie 116 - 81 Japon                          |            |
| 14 h 0  |                       | Canoë-kayak (slalom) C1                            | Compétition femmes                            | 1/2 finale                              | -                                                | -          |
| 14 h 0  |                       | Canoë-kayak (slalom) C1                            | Compétition femmes                            | Finale                                  | Jessica Fox · Mallory Franklin · Andrea Herzog   |            |
| 14 h 0  |                       | Water-polo Tournoi masculin                        | Compétition hommes                            | Tour préliminaire Groupe A              | États-Unis 11 - 12 Italie                        |            |
| 14 h 15 |                       | Handball Tournoi féminin                           | Compétition femmes                            | Tour préliminaire Groupe A              | Japon 24 - 27 Corée du Sud                       |            |
| 14 h 20 |                       | Volley-ball Tournoi féminin                        | Compétition femmes                            | Tour préliminaire Groupe A              | Serbie 3 - 0 Kenya                               |            |
| 15 h 0  |                       | Beach-volley Tournoi masculin                      | Compétition hommes                            | Phase de groupes                        | -                                                | -          |
| 15 h 0  |                       | Beach-volley Tournoi féminin                       | Compétition femmes                            | Phase de groupes                        | -                                                | -          |
| 15 h 0  |                       | Tennis de table Simple messieurs                   | Compétition hommes                            | 1/2 finale                              | -                                                | -          |
| 15 h 30 |                       | Water-polo Tournoi masculin                        | Compétition hommes                            | Tour préliminaire Groupe B              | Croatie 13 - 8 Monténégro                        |            |
| 16 h 0  |                       | Tir à l'arc Individuel                             | Compétition hommes                            | 32e de finale                           | -                                                | -          |
| 16 h 0  |                       | Tir à l'arc Individuel                             | Compétition hommes                            | 16e de finale                           | -                                                | -          |
| 16 h 0  |                       | Tir à l'arc Individuel                             | Compétition femmes                            | 32e de finale                           | -                                                | -          |
| 16 h 0  |                       | Tir à l'arc Individuel                             | Compétition femmes                            | 16e de finale                           | -                                                | -          |
| 16 h 15 |                       | Handball Tournoi féminin                           | Compétition femmes                            | Tour préliminaire Groupe A              | Monténégro 23 - 35 Norvège                       |            |
| 16 h 25 |                       | Volley-ball Tournoi féminin                        | Compétition femmes                            | Tour préliminaire Groupe B              | Chine 2 - 3 ROC                                  |            |
| 16 h 30 |                       | Rugby à sept Tournoi féminin                       | Compétition femmes                            | Tour préliminaire Groupe B              | Canada 12 - 26 Fidji                             |            |
| 17 h 0  |                       | Badminton Simple                                   | Compétition hommes                            | 8e de finale                            | -                                                | -          |
| 17 h 0  |                       | Badminton Double                                   | Compétition femmes                            | 1/4 de finale                           | -                                                | -          |
| 17 h 0  |                       | Boxe Poids moyens (moins de 75 kg)                 | Compétition hommes                            | 8e de finale                            | -                                                | -          |
| 17 h 0  |                       | Boxe Poids super-lourds (moins de 91 kg)           | Compétition hommes                            | 8e de finale                            | -                                                | -          |
| 17 h 0  |                       | Boxe Poids mouches (moins de 51 kg)                | Compétition femmes                            | 8e de finale                            | -                                                | -          |
| 17 h 0  |                       | Rugby à sept Tournoi féminin                       | Compétition femmes                            | Tour préliminaire Groupe B              | France 40 - 5 Brésil                             |            |
| 17 h 20 |                       | Basket-ball Tournoi féminin                        | Compétition femmes                            | Tour préliminaire Groupe A              | Espagne 85 - 70 Serbie                           |            |
| 17 h 30 |                       | Rugby à sept Tournoi féminin                       | Compétition femmes                            | Tour préliminaire Groupe C              | Australie 26 - 10 Chine                          |            |
| 18 h 0  |                       | Rugby à sept Tournoi féminin                       | Compétition femmes                            | Tour préliminaire Groupe C              | États-Unis 17 - 7 Japon                          |            |
| 18 h 20 |                       | Water-polo Tournoi masculin                        | Compétition hommes                            | Tour préliminaire Groupe A              | Grèce 10 - 9 Japon                               |            |
| 18 h 30 |                       | Escrime Fleuret par équipes                        | Compétition femmes                            | Finale                                  | ROC · France · Italie                            | ,          |
| 18 h 30 |                       | Hockey sur gazon Tournoi féminin                   | Compétition femmes                            | Tour préliminaire Groupe B              | Espagne 2 - 0 Chine                              |            |
| 18 h 30 |                       | Rugby à sept Tournoi féminin                       | Compétition femmes                            | Tour préliminaire Groupe A              | Nouvelle-Zélande 26 - 21 Grande-Bretagne         |            |
| 19 h 0  |                       | Baseball Tournoi masculin                          | Compétition hommes                            | Tour préliminaire Groupe B              | Israël 5 - 6 Corée du Sud                        |            |
| 19 h 0  |                       | Hockey sur gazon Tournoi féminin                   | Compétition femmes                            | Tour préliminaire Groupe A              | Pays-Bas 1 - 0 Grande-Bretagne                   |            |
| 19 h 0  |                       | Rugby à sept Tournoi féminin                       | Compétition femmes                            | Tour préliminaire Groupe A              | ROC 35 - 12 Kenya                                |            |
| 19 h 30 |                       | Handball Tournoi féminin                           | Compétition femmes                            | Tour préliminaire Groupe B              | Hongrie 31 - 38 ROC                              |            |
| 19 h 40 |                       | Volley-ball Tournoi féminin                        | Compétition femmes                            | Tour préliminaire Groupe A              | Japon 0 - 3 Brésil                               |            |
| 19 h 50 |                       | Gymnastique artistique Concours général individuel | Compétition femmes                            | Finale                                  | Sunisa Lee · Rebeca Andrade · Angelina Melnikova |            |
| 19 h 50 |                       | Water-polo Tournoi masculin                        | Compétition hommes                            | Tour préliminaire Groupe B              | Serbie 14 - 8 Australie                          |            |
| 20 h 0  |                       | Beach-volley Tournoi masculin                      | Compétition hommes                            | Phase de groupes                        | -                                                | -          |
| 20 h 0  |                       | Beach-volley Tournoi féminin                       | Compétition femmes                            | Phase de groupes                        | -                                                | -          |
| 20 h 0  |                       | Tennis de table Simple dames                       | Compétition femmes                            | Finale                                  | Chen Meng · Sun Yingsha · Mima Ito               |            |
| 20 h 45 |                       | Hockey sur gazon Tournoi féminin                   | Compétition femmes                            | Tour préliminaire Groupe B              | Japon 1 - 2 Argentine                            |            |
| 21 h 0  |                       | Basket-ball Tournoi masculin                       | Compétition hommes                            | Tour préliminaire Groupe C              | Espagne 81 - 71 Argentine                        |            |
| 21 h 15 |                       | Hockey sur gazon Tournoi féminin                   | Compétition femmes                            | Tour préliminaire Groupe B              | Australie 1 - 0 Nouvelle-Zélande                 |            |
| 21 h 30 |                       | Handball Tournoi féminin                           | Compétition femmes                            | Tour préliminaire Groupe B              | Suède 28 - 28 France                             |            |
| 21 h 45 |                       | Volley-ball Tournoi féminin                        | Compétition femmes                            | Tour préliminaire Groupe B              | États-Unis 3 - 2 Turquie                         |            |

## Tableaux des médailles
| Rang  | Nation           | Or | Argent | Bronze | Total |
| ----- | ---------------- | -- | ------ | ------ | ----- |
| 1     | États-Unis       | 3  | 3      | 1      | 7     |
| 2     | Chine            | 3  | 1      | 0      | 4     |
| 3     | Australie        | 2  | 1      | 1      | 4     |
| 4     | Japon            | 2  | 0      | 1      | 3     |
| 5     | ROC              | 1  | 1      | 3      | 5     |
| 6     | Italie           | 1  | 1      | 2      | 4     |
| 7     | Tchéquie         | 1  | 1      | 0      | 1     |
| 8     | Croatie          | 1  | 0      | 0      | 1     |
| 8     | Irlande          | 1  | 0      | 0      | 1     |
| 8     | Nouvelle-Zélande | 1  | 0      | 0      | 1     |
| 8     | Slovaquie        | 1  | 0      | 0      | 1     |
| 12    | France           | 0  | 3      | 0      | 3     |
| 13    | Allemagne        | 0  | 1      | 2      | 3     |
| 14    | Brésil           | 0  | 1      | 1      | 2     |
| 14    | Grande-Bretagne  | 0  | 1      | 1      | 2     |
| 14    | Pays-Bas         | 0  | 1      | 1      | 2     |
| 17    | Corée du Sud     | 0  | 1      | 0      | 1     |
| 17    | Roumanie         | 0  | 1      | 0      | 1     |
| 19    | Canada           | 0  | 0      | 1      | 1     |
| 19    | Danemark         | 0  | 0      | 1      | 1     |
| 19    | Finlande         | 0  | 0      | 1      | 1     |
| 19    | Portugal         | 0  | 0      | 1      | 1     |
| 19    | Saint-Marin      | 0  | 0      | 1      | 1     |
| 19    | Ukraine          | 0  | 0      | 1      | 1     |
| Total | Total            | 17 | 17     | 19     | 53    |

| Rang  | Nation | Or | Argent | Bronze | Total |
| ----- | ------ | -- | ------ | ------ | ----- |
| 1     |        |    |        |        |       |
| 2     |        |    |        |        |       |
| 3     |        |    |        |        |       |
| 4     |        |    |        |        |       |
| 5     |        |    |        |        |       |
| Total | Total  | 92 | 92     | 92     | 276   |